# Rhynchospora stokesii
Rhynchospora stokesii är en halvgräsart som beskrevs av Forest Buffen Harkness Brown. Rhynchospora stokesii ingår i släktet småag, och familjen halvgräs. Inga underarter finns listade i Catalogue of Life.